# Hiposaure
L'hiposaure (Hipposaurus) és un gènere de sinàpsids extints de la família dels tapinocefàlids que visqueren durant el Permià mitjà en allò que avui en dia és el sud d'Àfrica. Se n'han trobat restes fòssils a la província sud-africana del Cap Occidental. Fou descrit a partir d'un crani associat a un esquelet. Des d'aleshores se n'ha descobert més material postcranial. El nom genèric Hipposaurus significa 'llangardaix cavall' en llatí.